# Coppa del Sultano Hussein
La Coppa del Sultano Hussein, tenutasi dal 1917 al 1938, è stata la prima competizione di calcio egiziana, antecedente sia alla Coppa d'Egitto sia al campionato del Cairo.

## Storia
Nel 1916 venne proposto di formare un campionato di calcio locale nel Sultanato d'Egitto. Esso prevedeva la partecipazione, oltre che di squadre egiziane, di squadre appartenenti alle forze alleate, prevalentemente britanniche.
La competizione fu intitolata al sultano dell'epoca, Hussein Kamal.
Alla partenza del campionato, avvenuta nel 1917, il club cairota dell'Al-Ahly, contrario all'occupazione britannica in Egitto, rifiutò di prendervi parte. Questa decisione fece in modo che al debutto della manifestazione figurasse un solo club egiziano, lo Zamalek.
Nel 1918, l'Al-Ahly decise finalmente di prendere parte alla competizione come segno di resistenza agli inglesi e come mezzo di affermazione della presenza egiziana in questo sport.

## Albo d'oro
- 1917: Esercito britannico (GHQ Signal d'Ismaïlia)
- 1918: Esercito britannico (Bombardieri del Cairo)
- 1919: Esercito britannico (Fanteria di Qantara)
- 1920: Esercito britannico (Secondo Battaglione di Alessandria)
- 1921: Cairo International SC
- 1922: Cairo International SC
- 1923: Al-Ahly
- 1924: Al-Sekka Al-Hadid
- 1925: Al-Ahly
- 1926: Al-Ahly
- 1927: Al-Ahly
- 1928: Tersana SC
- 1929: Al-Ahly
- 1930: Tersana SC
- 1931: Al-Ahly
- 1932: Port Fuad
- 1933: Al-Masry
- 1934: Al-Masry
- 1935: Al-Ittihad Alessandria
- 1936: Al-Sekka Al-Hadid
- 1937: Al-Masry
- 1938: Al-Ahly

## Vittorie per squadra
- Al-Ahly:
  - 7 titoli
- Clubs britannici:
  - 4 titoli
- Al-Masry:
  - 3 titoli
- Cairo International SC, Tersana SC e Al-Sekka Al-Hadid:
  - 2 titoli
- Port Fuad e Al-Ittihad Alessandria:
  - 1 titolo